# Sverre Haugli
Sverre Haugli (ur. 2 października 1982 w Hønefoss) – norweski łyżwiarz szybki, zawodnik klubu Jevnaker Idrettsforening.

## Kariera
Największy sukces w karierze Sverre Haugli osiągnął 13 marca 2010 roku, kiedy zajął drugie miejsce w biegu na 5000 m podczas zawodów Pucharu Świata w Heerenveen. Wyprzedził go wtedy tylko jego rodak, Håvard Bøkko, a trzecie miejsce zajął Rosjanin Iwan Skobriew. Ponadto trzykrotnie stawał na podium zawodów PŚ w biegu drużynowym: 3 lutego 2008 roku był pierwszy w Baselga di Pinè, 18 listopada 2007 roku był drugi w Calgary, a 1 lutego 2009 roku w Erfurcie zajął trzecie miejsce. W klasyfikacji końcowej najlepszy wynik osiągnął w sezonie 2009/2010, kiedy był ósmy w klasyfikacji 5000/10 000 m. W 2010 roku brał udział w igrzyskach olimpijskich w Vancouver, zajmując szóste miejsce na dystansie 10 000 m i dziesiąte w biegu na 5000 m. Nigdy nie zdobył medalu mistrzostw świata, jego najlepszymi wynikami były ósme miejsce podczas wielobojowych mistrzostw świata w Heerenveen w 2010 roku oraz piąte miejsce w biegu drużynowym i ósme na 5000 m podczas mistrzostw świata na dystansach w Richmond w 2009 roku.
Jego dziadek, Sverre Ingolf Haugli oraz siostra, Maren również uprawiali łyżwiarstwo szybkie.